# 埃特納鎮區 (印第安納州科西阿斯科縣)
埃特納鎮區（英語：Etna Township）是位於美國印地安納州科西阿斯科縣的一個行政鎮區。

## 地方資料
根據2010年美國人口普查的數據，埃特納鎮區的面積為52.80平方千米，當中陸地面積為52.20平方千米，而水域面積為0.60平方千米。當地共有人口1503人，而人口密度為每平方千米28.47人。